# 疏丛长叶点地梅
疏丛长叶点地梅（学名：Androsace longifolia var. decipiens）为报春花科点地梅属下的一个变种。

## 扩展阅读
- 維基物種上的相關：疏丛长叶点地梅